# Kolonkan-Gouré-Diallo
Ne doit pas être confondu avec Kolonkan-Gouré-Bâ.
Kolonkan-Gouré-Diallo est une commune rurale située dans le département de Barani de la province de Kossi au Burkina Faso.